# Trattato di Perth
Il trattato di Perth del 1266 concluse la guerra scozzese-norvegese, ovvero il conflitto militare fra la Norvegia di Magnus VI e la Scozia di Alessandro III per ottenere il controllo delle Isole Ebridi, l'isola di Man e di Caithness, quelle che invece i norvegesi chiamavano Sudreys (ovvero "isole del sud"). Diventarono territorio norvegese durante i secoli in cui erano in atto forti lotte per il predominio in Scozia e in Norvegia, le quali non potevano essere considerate già come due stati-nazione.
Il controllo norvegese venne formalizzato nel 1098, quando Edgar di Scozia firmò un atto che assegnava le suddette isole a Magnus III di Norvegia. Il trattato di Perth fu accettato tre anni dopo la battaglia navale di Largs nel 1263.
La battaglia di Largs è spesso considerata come una grande vittoria scozzese, ma le forze norvegesi, condotte da Haakon IV di Norvegia non furono completamente impegnate nella battaglia e per questo motivo l'esito della battaglia risultò inconcludente. Hakon aveva progettato di ripetere l'azione militare l'estate successiva, ma morì nelle Isole Orcadi durante l'inverno. Il suo successore, Magnus VI, preferì assicurarsi la pace con il Trattato di Perth, piuttosto che ottenere quelle isole continuando l'azione militare del predecessore.
Nel trattato la Norvegia riconobbe la sovranità scozzese sui territori disputati in cambio di una somma 4000 marchi e di un vitalizio di 100 marchi. Il vitalizio fu realmente pagato durante i decenni successivi. La Scozia inoltre confermò la sovranità norvegese sulle isole Shetland e sulle isole Orcadi.